# Constantijn III van Schotland
Constantijn III, Gaelisch: Causantín mac Cuiléin (?, ? - ?, 997), bijgenaamd the bald, zoon van Culen, was koning van Alba.
In de oorlog die volgde op de dood van Kenneth II in 995 wist hij de macht te grijpen.
Na een regering van anderhalf jaar werd hij gedood in een slag bij de monding van de rivier de Almond nabij Perth waar hij streed tegen ene Kenneth, zoon van ene Malcolm. Deze Kenneth stierf ook in deze slag.
Constantijn III werd begraven op Iona. Hij werd opgevolgd door Kenneth III, zoon van Dubh.
- Gemeinsame Normdatei: 1013279530
- Virtual International Authority File: 173222704